# Herbert Larsson
Karl Herbert Larsson, född 2 februari 1909 i Vänersnäs församling, död 12 januari 1990 i Vänersborg, var en svensk redaktör och socialdemokratisk politiker. 
Larsson var riksdagsledamot i första kammaren 1961–1970. Han var ledamot i den nya enkammarriksdagen från 1971, invald i Älvsborgs läns norra valkrets.
Herbert Larsson är begravd på Strandkyrkogården, Vänersborg.